# 显脉毛鳞蕨
显脉毛鳞蕨（学名：Tricholepidium venosum）为水龙骨科毛鳞蕨属下的一个种。

## 扩展阅读
- 維基物種上的相關：显脉毛鳞蕨